# Grupo Desportivo Interclube
Il Grupo Desportivo Interclube, meglio noto come Inter Luanda o Interclube, è una società calcistica angolana con sede nella capitale Luanda.

## Storia
Fondata il 28 febbraio 1986 dal Ministro dell'Interno, vinse il suo primo titolo, la Coppa d'Angola, nel 1986.
Nel 2005 si piazzò al 9º posto nel Girabola, la massima serie del campionato angolano: In quell'anno raggiunse la finale della Coppa d'Angola, dove fu sconfitta per 1-0 dall'Atlético Sport Aviação.
Due giocatori dell'Inter Luanda furono presenti al campionato del mondo 2006 in Germania nelle file della rappresentativa angolana: Miloy e Mário.

## Palmarès

### Competizioni nazionali
- Girabola: 2

2007, 2010
- Coppa d'Angola: 3

1986, 2003, 2011
- Supercoppa d'Angola: 4

1986, 2001, 2008, 2012

### Altri piazzamenti
- Girabola:

Secondo posto: 2018
- Coppa d'Angola:

Finalista: 1985, 1989, 2000, 2005, 2010, 2021
- Coppa delle Coppe d'Africa:

Finalista: 2001
- Coppa della Confederazione CAF:

Semifinalista: 2011

## Rosa attuale
| N. |                           | Ruolo | Calciatore              |
| -- | ------------------------- | ----- | ----------------------- |
| 1  | Rep. del Congo (bandiera) | P     | Thierry Bolongo Ebengui |
| 2  | Angola (bandiera)         | D     | Yéyé                    |
| 3  | Angola (bandiera)         | D     | Fissi                   |
| 4  | Angola (bandiera)         | D     | Kito                    |
| 5  | Angola (bandiera)         | D     | Fabrício Mafuta         |
| 6  | Angola (bandiera)         | D     | Joel Pedro Mpongo       |
| 7  | RD del Congo (bandiera)   | C     | Patrick Kanu Mbiyavanga |
| 8  | Angola (bandiera)         | C     | Mandinho                |
| 9  | Angola (bandiera)         | A     | Manucho                 |
| 10 | Brasile (bandiera)        | A     | Bala                    |
| 11 | Angola (bandiera)         | A     | Capuco                  |
| 12 | Angola (bandiera)         | P     | Mário                   |
| 13 | Angola (bandiera)         | P     | Avozinho                |
| 14 | Brasile (bandiera)        | C     | Gaúcho                  |
| 15 | Malawi (bandiera)         | D     | Samuel Zimba            |
| 16 | Angola (bandiera)         | D     | Pingo                   |

| N. |                    | Ruolo | Calciatore             |
| -- | ------------------ | ----- | ---------------------- |
| 17 | Angola (bandiera)  | D     | Kikas                  |
| 18 | Angola (bandiera)  | C     | Paty                   |
| 19 | Angola (bandiera)  | D     | Dias Caíres            |
| 20 | Angola (bandiera)  | C     | Bebé                   |
| 21 | Angola (bandiera)  | C     | Zé Augusto             |
| 22 | Angola (bandiera)  | A     | Hinô                   |
| 23 | Angola (bandiera)  | C     | Nari                   |
| 24 | Angola (bandiera)  | C     | Mingo                  |
| 26 | Angola (bandiera)  | C     | Minguito               |
| 27 | Angola (bandiera)  | C     | Amancio Fortes         |
| 28 | Angola (bandiera)  | C     | Gildo                  |
| 29 | Camerun (bandiera) | C     | Daniel Nkotto          |
| 31 | Camerun (bandiera) | C     | Georges Messi          |
| 32 | Angola (bandiera)  | A     | Pedro Manuel Henriques |
| 33 | Angola (bandiera)  | D     | Paulito                |
| 34 | Senegal (bandiera) | A     | Baptiste Faye          |